# Reprezentacija grupa
U matematičkom polju teorije reprezentacije, reprezentacija grupa opisuje apstraktne grupe u smislu bijektivnih linearnih transformacija (i.e. automorfizmi) vektoriskih prostora; specifično, one se mogu koristiti za predstavljanje elementata grupa kao invertabilnih matrica tako da se grupne operacije mogu predstaviti putem množenja matrica. Reprezentacije grupa su važne zato što one omogućavaju da se mnogi grupno-teoretski problemi redukuju do problema linearne algebre, koji su dobro izučeni. Reprezentacije grupa su isto tako važne u fizici zato što, na primer, one opisuju kako grupe simetrije fizičkog sistema utiču na rešenja jednačina koje opisuju taj sistem.
Termin reprezentacija grupa se takođe koristi u generalnijem smislu za označavanje svakog „opisa” grupe kao grupe transformacija nekog matematičkog objekta. Formalnije, „reprezentacija” znači homomorfizam od grupe do automorfizma grupe objekta. Ako je objekat vektorski prostor radi se o linearnoj reprezentaciji. Neki autori koriste termin realizacija kao generalniji pojam i rezervišu termin reprezentacija za specifičnijih slučaj linearne reprezentacije. Ovaj članak prevashodno opisuje teoriju linearne reprezentacije.

## Grane teorije reprezentacije grupa
Teorija reprezentacije grupa se deli u potpolja u zavisnosti od vrste grupa koje se predstavljaju. Različite teorije se u znatnoj meri razlikuju u pogledu detalja, mada su neke osnovne definicije i koncepti slični. Najvažnije podele su:
- Konačne grupe - Reprezentacija grupa je vrlo važno sredstvo u proučavanju konačnih grupa. One se takođe pojavljuju u primeni teorije konačnih grupa na kristalografiju i geometriju. Ako polje skalara vektorskog prostora ima karakteristično p, i ako p deli redosled grupe, onda se to naziva teorijom modularne reprezentacije; ovaj poseban slučaj ima veoma različita svojstva. Pogledajte Teoriju reprezentacije konačnih grupa.
- Kompaktne grupe ili lokalno kompaktne grupe — Mnogi rezultati teorije zastupljenosti konačnih grupa su dokazani uzimanjem proseka po grupama. Ovi dokazi se mogu preneti u beskonačne grupe zamenom proseka sa integralom, pod uslovom da se može definisati prihvatljiv pojam integrala. To se može uraditi za lokalno kompaktne grupe, koristeći Harovu meru. Rezultirajuća teorija predstavlja centralni deo harmonijske analize. Dualnost po Pontrjaginu opisuje teoriju za komutativne grupe, kao generalizovanu Furijeovu transformaciju. Takođe pogledajte: Piter-Vejlovu teoremu.
- Lijeve grupe — Mnoge važne Lijeve grupe su kompaktne, te se rezultati teorije kompaktne reprezentacije odnose na njih. Koriste se i druge tehnike specifične za Lijeve grupe. Većina grupa koje su važne za fiziku i hemiju su Lijeve grupe, i njihova teorija reprezentacije je presudna za primenu teorije grupa u tim oblastima. Pogledajte reprezentacije Lijevih grupa i reprezentacije Lijevih algebri.
- Linearne algebarske grupe (ili generalnije  afine šeme grupa) — Ovo su analozi Lijevih grupa, ali na opštijim poljima, a ne samo R ili C. Iako linearne algebarske grupe imaju klasifikaciju koja je veoma slična onoj kod Lijevih grupa, i proizvode iste familjije Lijeve algebre, njihove reprezentacije su znatno različite (i daleko manjoj meri izučene). Analitičke tehnike koje se koriste za proučavanje Lijevih grupa moraju biti zamenjene tehnikama iz algebarske geometrije, gde relativno slaba Zariskova topologija izaziva mnoge tehničke komplikacije.
- Nekompaktne topološke grupe — Klasa nekompaktnih grupa je suviše široka da bi se konstruisala bilo kakva opšta teorija reprezentacije, ali su proučavani specijalni slučajevi, ponekad koristeći ad hoc tehnike. Polujednostavne Lijeve grupe imaju duboku teoriju, koja se nadograđuje na kompaktni slučaj. Komplementarne rastvorljive Lijeve grupe se ne mogu klasifikovati na isti način. Opšta teorija za Lijeve grupe bavi se semiusmerenim proizvodima ova dva tipa, pomoću opštih rezultata zvanih Makijeva teorija, što je uopštavanje Vignerovih klasifikacionih metoda.

Teorija reprezentacije je takođe veoma zavisna od tipa vektorskog prostora na kome grupa deluje. Razlikuju se konačno-dimenzionalne reprezentacije i beskonačno-dimenzionalne. U beskonačno-dimenzionalnom slučaju važne su dodatne strukture (npr. da li je prostor Hilbertov prostor, Banahov prostor itd.).

## Literatura
- Yurii I. Lyubich. Introduction to the Theory of Banach Representations of Groups. Translated from the 1985 Russian-language edition (Kharkov, Ukraine). Birkhäuser Verlag. 1988.
- Lecture 2 of Шаблон:Fulton-Harris online
- Gannon, Terry (2006). Moonshine beyond the Monster: The Bridge Connecting Algebra, Modular Forms and Physics. ISBN 978-0-521-83531-2.
- Hall, Brian C. (2015), Lie groups, Lie algebras, and representations: An elementary introduction, Graduate Texts in Mathematics, 222 (2nd изд.), Springer, ISBN 978-3319134666
- Isaacs, I.M. (1994). Character Theory of Finite Groups (Corrected reprint of the 1976 original, published by Academic Press. изд.). Dover. ISBN 978-0-486-68014-9.
- James, Gordon; Liebeck, Martin (2001). Representations and Characters of Groups (2nd ed.). Cambridge University Press. ISBN 978-0-521-00392-6.
- Serre, Jean-Pierre (1977). Linear Representations of Finite Groups. Graduate Texts in Mathematics. 42. Translated from the second French edition by Leonard L. Scott. New York-Heidelberg: Springer-Verlag. ISBN 978-0-387-90190-9. MR 0450380. doi:10.1007/978-1-4684-9458-7.
- Bonnafé, Cedric (2010). Representations of SL2(Fq). Algebra and Applications. 13. Springer. ISBN 9780857291578.
- Bump, Daniel (2004), Lie Groups, Graduate Texts in Mathematics, 225, New York: Springer-Verlag, ISBN 0-387-21154-3
- Fulton, William; Harris, Joe: Representation Theory A First Course. Springer-Verlag, New York (1991)  0-387-97527-6.
- Alperin, J.L.; Bell, Rowen B.: Groups and Representations Springer-Verlag, New York (1995)  0-387-94525-3.
- Deitmar, Anton: Automorphe Formen Springer-Verlag 2010,  978-3-642-12389-4. стр. 89-93,185-189.
- Echterhoff, Siegfried; Deitmar, Anton: Principles of harmonic analysis Springer-Verlag 2009,  978-0-387-85468-7. стр. 127-150.
- Lang, Serge:  Algebra Springer-Verlag, New York 2002,  0-387-95385-X. стр. 663-729.
- Sengupta, Ambar (2012). Representing finite groups: a semisimple introduction. New York. ISBN 9781461412311. OCLC 769756134.
- Axler, Sheldon Jay (2015). Linear Algebra Done Right (3rd изд.). Springer. ISBN 978-3-319-11079-0.
- Bronshtein, I. N.; Semendyayev, K. A. (2004). Handbook of Mathematics (4th изд.). New York: Springer-Verlag. ISBN 3-540-43491-7.
- Halmos, Paul Richard (1974) [1958]. Finite-Dimensional Vector Spaces (2nd изд.). Springer. ISBN 0-387-90093-4.
- Horn, Roger A.; Johnson, Charles R. (2013). Matrix Analysis (Second изд.). Cambridge University Press. ISBN 978-0-521-83940-2.
- Kubrusly, Carlos (2001). Elements of operator theory. Boston: Birkhäuser. ISBN 978-1-4757-3328-0. OCLC 754555941.
- Lang, Serge (1987), Linear Algebra (Third изд.), New York: Springer-Verlag, ISBN 0-387-96412-6
- Rudin, Walter (1976). Principles of Mathematical Analysis. Walter Rudin Student Series in Advanced Mathematics (3rd изд.). New York: McGraw–Hill. ISBN 978-0-07-054235-8.
- Tu, Loring W. (2011). An Introduction to Manifolds (2nd изд.). Springer. ISBN 978-0-8218-4419-9.
- Sir William Rowan Hamilton (1856). „Memorandum respecting a new System of Roots of Unity” (PDF). Philosophical Magazine. 12: 446. Архивирано (PDF) из оригинала 2022-10-09. г.
- Artin, Michael (1991), Algebra, Prentice Hall, ISBN 978-0-89871-510-1
- Blass, Andreas (1984), „Existence of bases implies the axiom of choice” (PDF), Axiomatic set theory (Boulder, Colorado, 1983), Contemporary Mathematics, 31, Providence, R.I.: American Mathematical Society, стр. 31—33, MR 763890
- Brown, William A. (1991), Matrices and vector spaces, New York: M. Dekker, ISBN 978-0-8247-8419-5
- Lang, Serge (1987), Linear algebra, Berlin, New York: Springer-Verlag, ISBN 978-0-387-96412-6
- Lang, Serge (2002), Algebra, Graduate Texts in Mathematics, 211 (Revised third изд.), New York: Springer-Verlag, ISBN 978-0-387-95385-4, MR 1878556
- Mac Lane, Saunders (1999), Algebra (3rd изд.), стр. 193—222, ISBN 978-0-8218-1646-2
- Meyer, Carl D. (2000), Matrix Analysis and Applied Linear Algebra, SIAM, ISBN 978-0-89871-454-8
- Roman, Steven (2005), Advanced Linear Algebra, Graduate Texts in Mathematics, 135 (2nd изд.), Berlin, New York: Springer-Verlag, ISBN 978-0-387-24766-3
- Spindler, Karlheinz (1993), Abstract Algebra with Applications: Volume 1: Vector spaces and groups, CRC, ISBN 978-0-8247-9144-5
- van der Waerden, Bartel Leendert (1993), Algebra (на језику: немачки) (9th изд.), Berlin, New York: Springer-Verlag, ISBN 978-3-540-56799-8
- Braun, Martin (1993), Differential equations and their applications: an introduction to applied mathematics, Berlin, New York: Springer-Verlag, ISBN 978-0-387-97894-9
- BSE-3 (2001). „Tangent plane”.  Ур.: Hazewinkel Michiel. Encyclopaedia of Mathematics. Springer.  978-1556080104.
- Choquet, Gustave (1966), Topology, Boston, MA: Academic Press
- Dennery, Philippe; Krzywicki, Andre (1996), Mathematics for Physicists, Courier Dover Publications, ISBN 978-0-486-69193-0
- Dudley, Richard M. (1989), Real analysis and probability, The Wadsworth & Brooks/Cole Mathematics Series, Pacific Grove, CA: Wadsworth & Brooks/Cole Advanced Books & Software, ISBN 978-0-534-10050-6
- Dunham, William (2005), The Calculus Gallery, Princeton University Press, ISBN 978-0-691-09565-3
- Evans, Lawrence C. (1998), Partial differential equations, Providence, R.I.: American Mathematical Society, ISBN 978-0-8218-0772-9
- Folland, Gerald B. (1992), Fourier Analysis and Its Applications, Brooks-Cole, ISBN 978-0-534-17094-3
- Gasquet, Claude; Witomski, Patrick (1999), Fourier Analysis and Applications: Filtering, Numerical Computation, Wavelets, Texts in Applied Mathematics, New York: Springer-Verlag, ISBN 978-0-387-98485-8
- Ifeachor, Emmanuel C.; Jervis, Barrie W. (2001), Digital Signal Processing: A Practical Approach (2nd изд.), Harlow, Essex, England: Prentice-Hall (објављено 2002), ISBN 978-0-201-59619-9
- Krantz, Steven G. (1999), A Panorama of Harmonic Analysis, Carus Mathematical Monographs, Washington, DC: Mathematical Association of America, ISBN 978-0-88385-031-2
- Kreyszig, Erwin (1988), Advanced Engineering Mathematics (6th изд.), New York: John Wiley & Sons, ISBN 978-0-471-85824-9
- Kreyszig, Erwin (1989), Introductory functional analysis with applications, Wiley Classics Library, New York: John Wiley & Sons, ISBN 978-0-471-50459-7, MR 992618
- Lang, Serge (1983), Real analysis, Addison-Wesley, ISBN 978-0-201-14179-5
- Lang, Serge (1993), Real and functional analysis, Berlin, New York: Springer-Verlag, ISBN 978-0-387-94001-4
- Loomis, Lynn H. (1953), An introduction to abstract harmonic analysis, The University series in higher mathematics, Toronto-New York–London: D. Van Nostrand Company, Inc., стр. x+190, hdl:2027/uc1.b4250788